# Bibcode
Bibcode je identifikar koji se koristi u više astronomskih sistema podataka za specificiranje referenci. Bibcode je razvijen i koristi se u SIMBAD i NASA/IPAC ekstragalaktičkoj bazi podataka (NED). U današnje vreme on ima i širu primenu, na primer, u NASA astrofizičkom sistemu podataka. Kod ima fiksnu dužinu od 19 slova ili brojeva sa sledećim formatom
gde je YYYY četiri broja duga godina reference, a JJJJJ je kod koji označava gde je reference objavljena. U slučaju članaka u žurnalima, VVVV je broj toma, M je indikator sekcije žurnala gde je referenca objavljena (npr., L je sekcija za pisama), PPPP je broj početne strane, i A je prvo slovo prezimena prvog autora. Tačke (.) se koriste za popunjavanje neiskorišćenih polja, tako da dužina koda bude fiksna. Ispunjavanje se vrši sa desna u kodu publikacije, a sa leva za broj toma i strane. Ovo su neki primeri koda:
|  |  | Referenca |
|  |  | Heintz, W. D. (1974). „Astrometric study of four visual binaries”. The Astronomical Journal. 79: 819—825. Bibcode:1974AJ.....79..819H. doi:10.1086/111614.                                                                               |
|  |  | Eddington, A. S. (1924). „On the relation between the masses and luminosities of the stars”. Monthly Notices of the Royal Astronomical Society. 84: 308—332. Bibcode:1924MNRAS..84..308E.                                                |
|  |  | Kemp, J. C.; Swedlund, J. B.; Landstreet, J. D.; Angel, J. R. P. (1970). „Discovery of circularly polarized light from a white dwarf”. The Astrophysical Journal Letters. 161: L77—L79. Bibcode:1970ApJ...161L..77K. doi:10.1086/180574. |